# Tomohiko Usui
Tomohiko Usui (jap. 薄 智彦, Usui Tomohiko; * um 1975) ist ein japanischer Badmintonspieler. 

## Karriere
Tomohiko Usui wurde 1999 nationaler Meister in Japan, wobei er im Mixed mit Kirika Kawaguchi erfolgreich war. Ein Jahr später starteten beide gemeinsam bei den Japan Open, schieden dabei jedoch in der ersten Runde des Hauptfelds aus.

## Sportliche Erfolge
| Saison | Veranstaltung                | Disziplin | Platz | Name                             |
| ------ | ---------------------------- | --------- | ----- | -------------------------------- |
| 1999   | Japan: Einzelmeisterschaften | Mixed     | 1     | Tomohiko Usui / Kirika Kawaguchi |